# Benoît Biteau
Benoît Biteau (ur. 7 kwietnia 1967 w Royan) – francuski polityk, rolnik i samorządowiec, poseł do Parlamentu Europejskiego IX kadencji, deputowany krajowy.

## Życiorys
Z wykształcenia inżynier technik rolniczych. Zajął się prowadzeniem rodzinnego gospodarstwa rolnego. Propagator rolnictwa ekologicznego. W 2018 opublikował książkę pt. Paysan résistant!.
Był związany z Lewicową Partią Radykalną. W 2010 został radnym rady regionalnej Poitou-Charentes, objął funkcję jej wiceprzewodniczącego. W 2015 został wybrany na radnego nowo utworzonego regionu Akwitania-Limousin-Poitou-Charentes.
W wyborach w 2019 z listy Europe Écologie-Les Verts uzyskał mandat posła do Europarlamentu IX kadencji. W 2024 został natomiast wybrany w skład Zgromadzenia Narodowego.